# The Devil You Know
The Devil You Know es el sexto álbum de estudio de The Coathangers, una banda de punk rock de Atlanta, Georgia. Fue lanzado el 8 de marzo de 2019 por Suicide Squeeze Records y está disponible en descarga digital, CD, casete y tres diferentes tipos de disco de vinilo coloreados (uno solo disponible en los shows en vivo).

## Lista de canciones
| N.º | Título              | Duración |  |
| 1.  | «Bimbo»             | 2:46     |  |
| 2.  | «5 Farms»           | 2:31     |  |
| 3.  | «Crimson Telephone» | 3:09     |  |
| 4.  | «Hey Buddy»         | 2:56     |  |
| 5.  | «Step Back»         | 2:38     |  |
| 6.  | «Stranger Danger»   | 2:45     |  |
| 7.  | «F the NRA»         | 2:35     |  |
| 8.  | «Memories»          | 2:48     |  |
| 9.  | «Last Call»         | 3:21     |  |
| 10. | «Stasher»           | 2:16     |  |
| 11. | «Lithium»           | 3:26     |  |